# 中央市
中央市（日语：／ Chūō shi */?）是山梨縣中南部的城市。2016年，該市被選為日本第31位適合居住的城市和山梨縣最適合居住的城市。

## 地理
- 位于山梨縣中部、甲府盆地中南部的位置。
- 河川：笛吹川、釜無川、浅利川

### 相鄰的自治體
- 甲府市
- 南阿爾卑斯市
- 中巨摩郡：昭和町
- 西八代郡：市川三鄉町

## 历史

### 沿革
2006年2月20日、中巨摩郡玉穂町、田富町和東八代郡豊富村對等合併誕生的新城市。因位于山梨縣甲府盆地中央位置，而得名「中央市」。

## 教育
- 山梨大學医學系（医学部、舊山梨医科大学）
- 中學校
  - 中央市立田富中學校
  - 中央市立玉穂中學校
  - 甲府市中央市中學校組合立笛南中學校（所在地為甲府市中道地区）
- 小學校
  - 中央市立田富小學校
  - 中央市立田富北小學校
  - 中央市立田富南小學校
  - 中央市立三村小學校
  - 中央市立玉穂南小學校
  - 中央市立豊富小學校

## 交通

### 鐵道
東海旅客鐵道
- 身延線：東花輪站 - 小井川駅
- 地區內中心車站：東花輪站

## 外部連結
- 中央市公所